# Rachel Empey
Rachel Empey (* 1976 in Truro, Vereinigtes Königreich) ist eine britische Managerin. Sie war vom 1. August 2017 bis zum 31. August 2022 Vorstandsmitglied für Finanzen bei Fresenius.

## Leben
Von 1994 bis 1997 studierte Empey Mathematik an der University of Oxford. Ihre berufliche Laufbahn startete sie 1997 als Wirtschaftsprüferin bei Ernst & Young. Von 2000 bis 2002 arbeitete sie bei Alcatel-Lucent, gefolgt von Weir Strachan & Henshaw (2002–2003), O2 UK (2003–2007) und Telefónica 2004 bis 2017, wo sie zwischen 2011 und 2017 Mitglied des Vorstands der Telefónica Deutschland Holding AG war. 
Im August 2017 wechselte sie zu Fresenius, wo sie bis Ende August 2022 Finanzvorständin war. 
Von Oktober 2017 an war sie außerdem stellvertretende Aufsichtsratsvorsitzende der Fresenius Kabi AG sowie seit September 2017 im Aufsichtsrat der Fresenius Medical Care AG. 

## Privates
Rachel Empey ist seit 2008 verheiratet.